# Buon Natale da Candy Cane Lane
Buon Natale da Candy Cane Lane (Candy Cane Lane) è un film del 2023 diretto da Reginald Hudlin.
Pellicola di genere commedia natalizia, sceneggiata da Kelly Younger, ha come protagonista Eddie Murphy.

## Trama
Chris Carver realizza artigianalmente da anni le decorazioni natalizie per il concorso del quartiere, ma viene regolarmente sconfitto dal vicino e dalle sue babole gonfiabili. Avendo perso il lavoro poco prima di Natale, cerca disperatamente di vincere il concorso, il cui premio ammonta a $100.000.
Alla ricerca di materiali, Chris e sua figlia si imbattono in un misterioso negozio di Natale pieno di bellissime decorazioni e statuine. Al negozio acquista uno zootropio decorato secondo i versi della canzone "Twelve Days of Christmas", ma al momento di firmare la ricevuto d'acquisto non legge le scritte in piccolo. Le nuove decorazioni sono un successo e Chris sbalordisce il vicinato.
Il giorno successivo, le decorazioni scompaiono e al loro posto si trovano gli animali descritti dalla canzone. Chris incolpa i vicini, ma, tornato al negozio, scopre che la proprietaria Pepper è una malvagia elfa di Natale che lo ha ingannato facendogli firmare patto faustiano. Le sue vittime vengono trasformate in figurine viventi che popolano il suo negozio. Dice loro che devono trovare cinque anelli d'oro custoditi dagli animali fuggiti, altrimenti anche lo stesso Chris si trasformerà in una statuetta.
Per quanto i Carver siano vicino a raggiungere l'obiettivo, Pepper scatena contro di loro le decorazioni rimanenti. Dopo aver trovato quattro dei cinque anelli, la famiglia scopre che Pepper nasconde il quindi e decidono quindi di attirarla in trappola per sottrarle il monile.
Quando Chris presenta i cinque anelli a Pepper, lei afferma che in realtà avrebbe dovuto raccogliere 40 anelli. Con l'aiuto di Babbo Natale e dei loro vicini, recuperano la maggior parte degli anelli, ma Pepper ha barato girando l'orologio avanti di cinque minuti, il che trasforma prematuramente Chris in una statuetta di vetro. Quando Carol si rende conto di avere solo 38 anelli, Babbo Natale le ricorda che anche le loro fedi nuziali sono d'oro, portando il numero totale a 40, spezzando la maledizione. Babbo Natale aiuta anche le altre figurine a tornare alla forma umana e permette a Pepper di tornare nel suo laboratorio, dove la trasforma in una statuetta come punizione. Chris ora è il nuovo proprietario del negozio di Pepper e vince il concorso, anche se il premio si è rivela essere valido solo come buoni per comprare dei taco.

## Produzione
Nel luglio 2022 è stato annunciato che Eddie Murphy avrebbe recitato e prodotto una nuova commedia natalizia per la regia di Reginald Hudlin. Nel gennaio 2023 Tracee Ellis Ross si è unita al cast e nel mesi successivi è stata confermata anche la presenza di Jillian Bell, Robin Thede, Nick Offerman, Chris Redd e Danielle Pinnock. Ad interpretare i Carolers, ovvero il gruppo corale delle canzoni tradizionali natalizie nel film, sono i Pentatonix.
Le riprese principali si sono svolte a Los Angeles da dicembre 2022 a febbraio 2023.

## Distribuzione
Il film è stato distribuito sulla piattaforma Amazon Prime Video il 1º dicembre 2023.

## Accoglienza

### Critica
Sull'aggregatore di recensioni Rotten Tomatoes, per il 46 % di 67 critici le recensioni sono positive, con una valutazione media di 5,5/10.